# Comuna Bălănești, Gorj
Bălănești este o comună în județul Gorj, Oltenia, România, formată din satele Bălănești, Blidari, Cânepești, Glodeni, Ohaba, Voiteștii din Deal și Voiteștii din Vale (reședința).

## Așezare
Comuna se află în partea centrală a județului, și se învecinează în nord cu comunele Crasna și Mușetești, în est cu comuna Săcelu, în vest cu municipiul Târgu Jiu și cu orașul Bumbești-Jiu, iar în sud cu comuna Scoarța.

## Demografie
Conform recensământului efectuat în 2011, populația comunei Bălănești se ridică la 2.117 locuitori, în scădere față de recensământul anterior din 2002, când se înregistraseră 2.459 de locuitori. Majoritatea locuitorilor sunt români (97,26%). Pentru 2,69% din populație, apartenența etnică nu este cunoscută.
Din punct de vedere confesional, majoritatea locuitorilor sunt ortodocși (97,17%). Pentru 2,69% din populație, nu este cunoscută apartenența confesională.

## Istorie
La sfârșitul secolului al XIX-lea, comuna făcea parte din plasa Ocolu a județului Gorj și era alcătuită din satele Bălănești, Pistești, Pisteștii din Vale și din cătunele Topori și Viezuri, cu o populație de 1136 de locuitori. În comună funcționa șase biserici. La acea vreme, pe teritoriul actual al comunei, funcționau comunele Voitești și Glodeni. Comuna Voitești era alcătuită din satele Voiteștii din Deal, Voiteștii din Vale și mahalalele Cânepești și Băltoci, cu o populație de 1025 de locuitori. În comună funcționa o școală mixtă și patru biserici, iar comuna Glodeni era alcătuită doar din satul de reședință cu același nume, și avea o populație de 1014 de locuitori. În comună funcționa o școală mixtă frecventată de 45 de elevi (dintre care două fete) și patru biserici. La acea vreme, satul Blidari făcea parte din comuna Ohaba.
În 1925, comuna Voitești este desființată, iar satele Voiteștii din Deal și Voiteștii din Vale au fost transferate comunei Bălănești. Conform Anuarului Socec, comunele Bălănești și Glodeni sunt consemnate în aceiași plasă. Comuna Bălănești avea o populație de 2740 de locuitori (în satele Bălănești, Pisteștii din Vale, Viezuri, Voiteștii din Deal și Voiteștii din Vale), iar comuna Glodeni avea o populație de 1407 de locuitori (în satele Bașneri, Ciorăști, Glodeni și Ohaba).
În 1931, se reînființează comuna Voitești. După regruparea comunelor rurale și urbane din același an, comuna Bălănești este consemnată cu satele Bălănești, Pisteștii din Vale și Viezuri, comuna Glodeni este consemnată cu satele Glodeni, Bașneri, Blidari, Ciorăști și Ohaba, iar comuna Voitești este consemnată cu satele Voiteștii din Deal, Voiteștii din Vale și Cânepești.
În anul 1950, comunele au fost arondate raionului Târgu Jiu a regiunii Gorj, raion care doi ani mai târziu a fost arondat regiunii Craiova, și apoi (după 1960), regiunii Oltenia.
În anul 1968, comuna a fost transferată la județul Gorj, căpătând actuala formă, iar comunele Voitești și Glodeni au fost desființate și incluse în comuna Bălănești. Tot atunci, satele Pisteștii din Vale și Viezuri sunt desființate și contopite cu satul Bălănești iar satele Bașneri și Ciorăști sunt și ele desființate și contopite cu satul Glodeni. Deși în componența sa, comuna are și satul Bălănești, reședința a fost fixată în satul Voiteștii din Vale.

## Monumente istorice

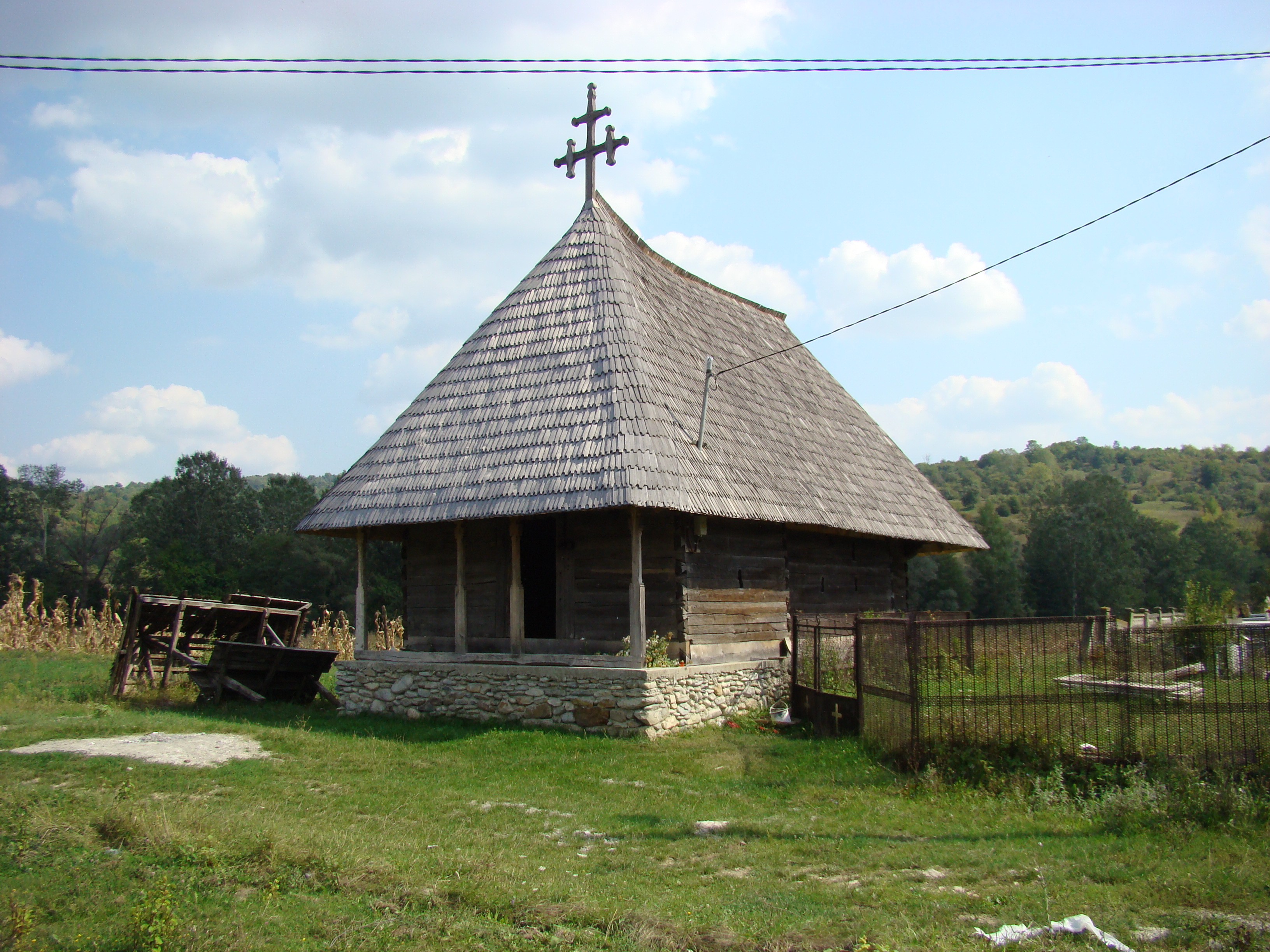
Biserica de lemn „Sfinții Voievozi” din Bălănești, una dintre monumentele istorice de interes local din comuna Bălănești

15 monumente istorice din comuna Bălănești se găsesc în lista monumentelor istorice din județul Gorj. Patru dintre ele se găsesc în satul Glodeni, cinci dintre ele în satul Bălănești, două dintre ele în cătunul Pisteștii din Vale, două în satul Voiteștii din Deal și două în satul Voiteștii din Vale. Prima este Așezarea romană de la Glodeni ce datează din sec. II - III p. Chr. 
Următoarele cinci se găsesc în satul Bălănești, precum casa lui Gică Popescu (care datează din secolul al XIX-lea), casa Barbici (cu datarea de la începutul secolului al XIX-lea), Biserica de lemn din Bălănești, ce poartă hramul Sfințiilor Voievozi (cu datare din anul 1680), ruinele vechii biserici „Sf. Grigore Teologul” din cătunul Viezuri (cu datare din anul 1841) și casa Floarei Cochină (cu datare din secolul al XIX-lea).
Următoarele trei se găsesc în satul Glodeni, precum Biserica de lemn „Sf. Gheorghe” din cătunul Ciorăști (cu datare din anul 1772), și Biserica de lemn „Cuvioasa Paraschiva” din cătunul Bâșneci (cu datare din anul 1728, ref. 1791-1792), precum și o pivniță din deal cu datare din secolul al XIX-lea.
Următoarele două se găsesc în cătunul Pisteștii din Vale (Bălănești). Aici se menționează, casa lui Gore Sgarbură, cu datare din secolul al XIX-lea și Biserica de lemn „Sf. Gheorghe”, cu datare din anul 1857.
În Voiteștii din Deal găsim Biserica de lemn „Sfântul Dumitru” (cu datare din anul 1818) și Casa memorială Ion Popescu Voitești (cu datare din anul 1940), iar în Voiteștii din Vale găsim Biserica de lemn „Sfinții Voievozi” (cu datare din anul 1795) și Biserica de lemn „Sfântul Gheorghe” (cu datare din anul 1832).

## Politică și administrație
Comuna Bălănești este administrată de un primar și un consiliu local compus din 11 consilieri. Primarul, Ovidiu Pungan[*], de la Partidul Social Democrat, este în funcție din 2012. Începând cu alegerile locale din 2024, consiliul local are următoarea componență pe partide politice:
|  | Partid                          | Consilieri | Componența Consiliului | Componența Consiliului | Componența Consiliului | Componența Consiliului | Componența Consiliului | Componența Consiliului | Componența Consiliului |
|  | ------------------------------- | ---------- | ---------------------- | ---------------------- | ---------------------- | ---------------------- | ---------------------- | ---------------------- | ---------------------- |
|  | Partidul Social Democrat        | 7          |                        |                        |                        |                        |                        |                        |                        |
|  | Alianța pentru Unirea Românilor | 2          |                        |                        |                        |                        |                        |                        |                        |
|  | Partidul Național Liberal       | 2          |                        |                        |                        |                        |                        |                        |                        |

Componența etnică a comunei Bălănești
     Români (97,26%)
     Necunoscută (2,69%)
     Altă etnie (0,04%)
Componența confesională a comunei Bălănești
     Ortodocși (97,16%)
     Necunoscută (2,69%)
     Altă religie (0,14%)

## Personalități
- Vasile Pungan (1926 - 1995), demnitar comunist

## Imagini

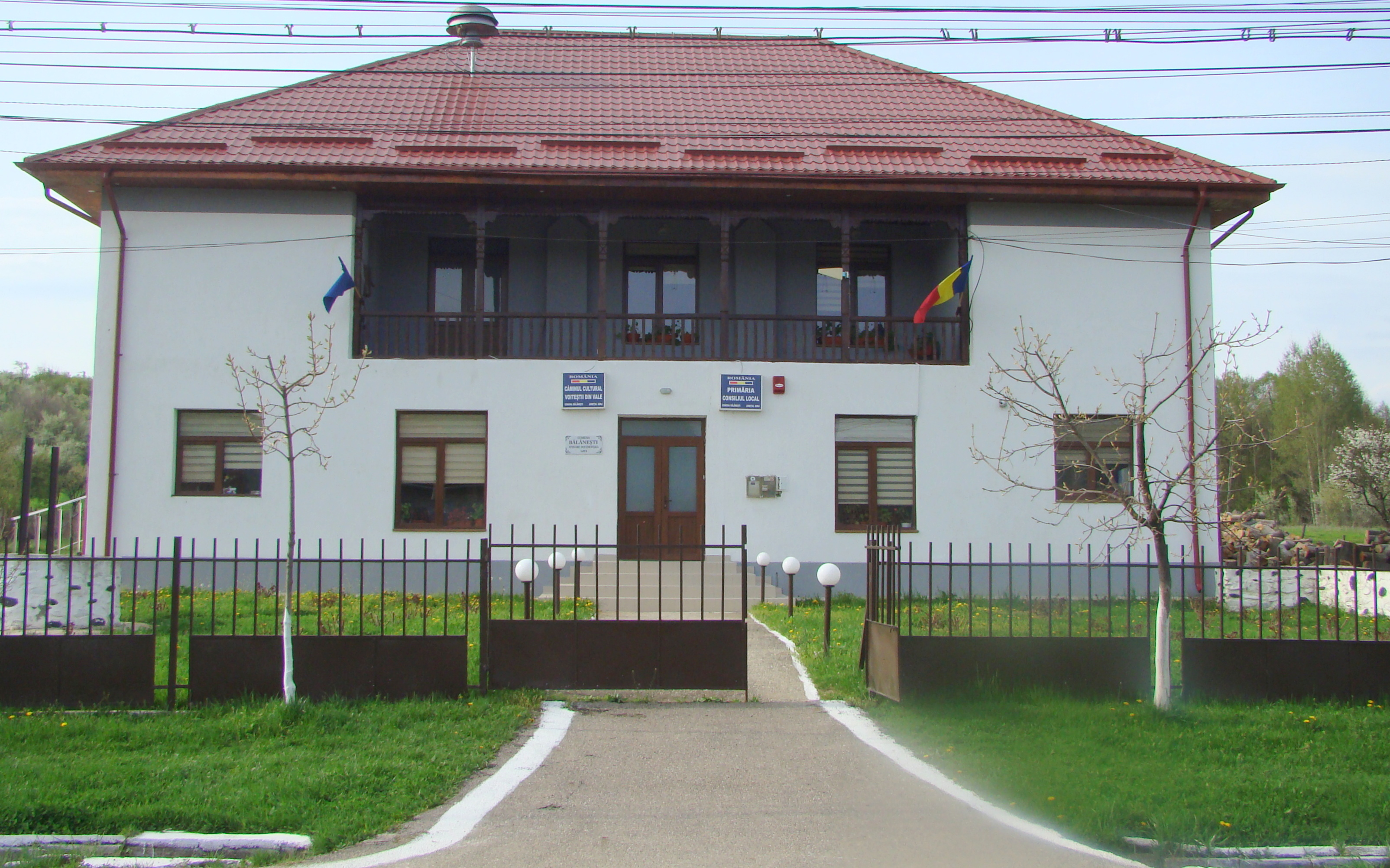
Primăria, aflată în satul Voiteștii din Vale
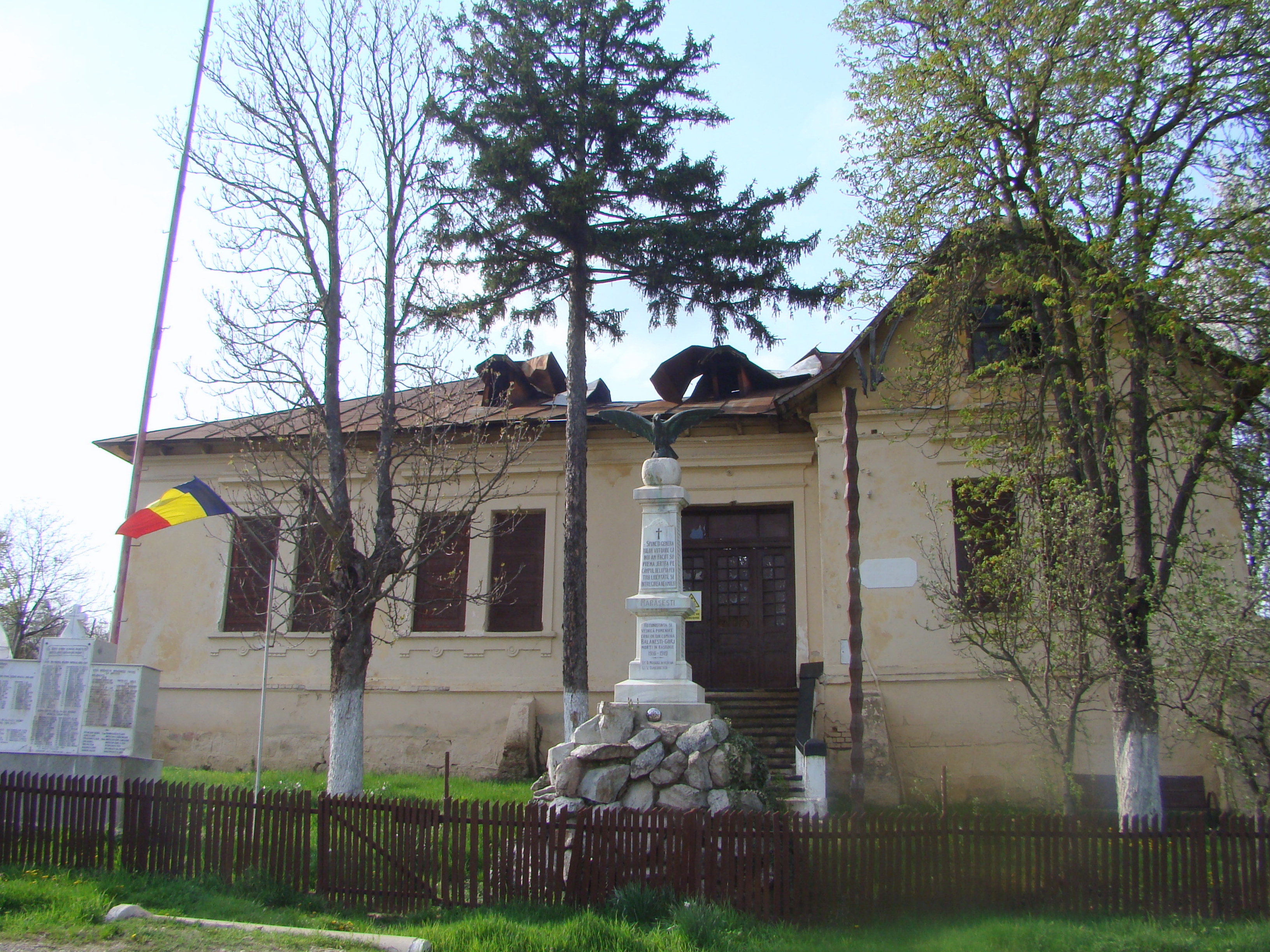
Primăria veche şi monumentul eroilor din satul Bălănești
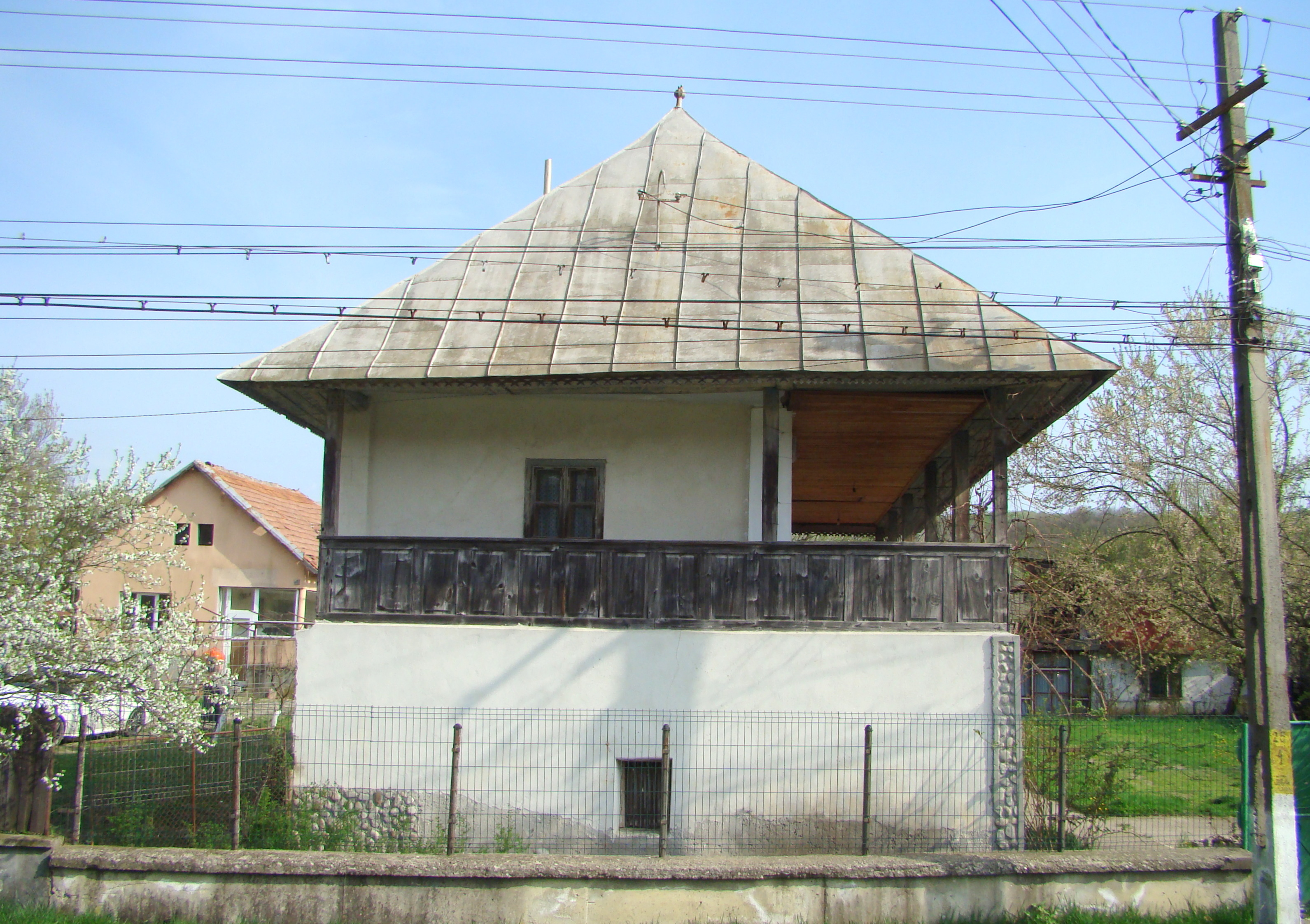
Casa Barbici (monument istoric)
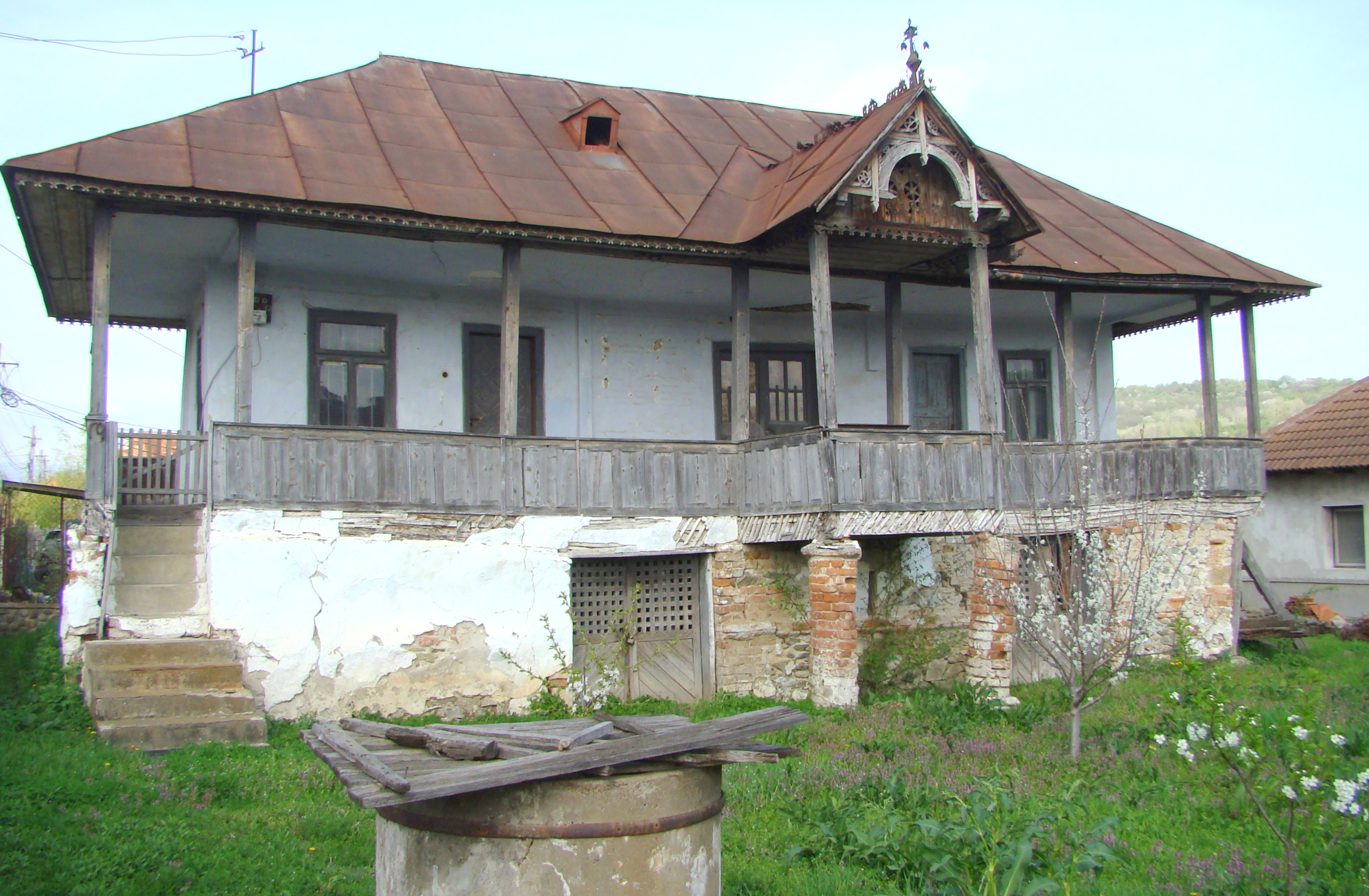
Casa Gore Sgarbură (monument istoric)
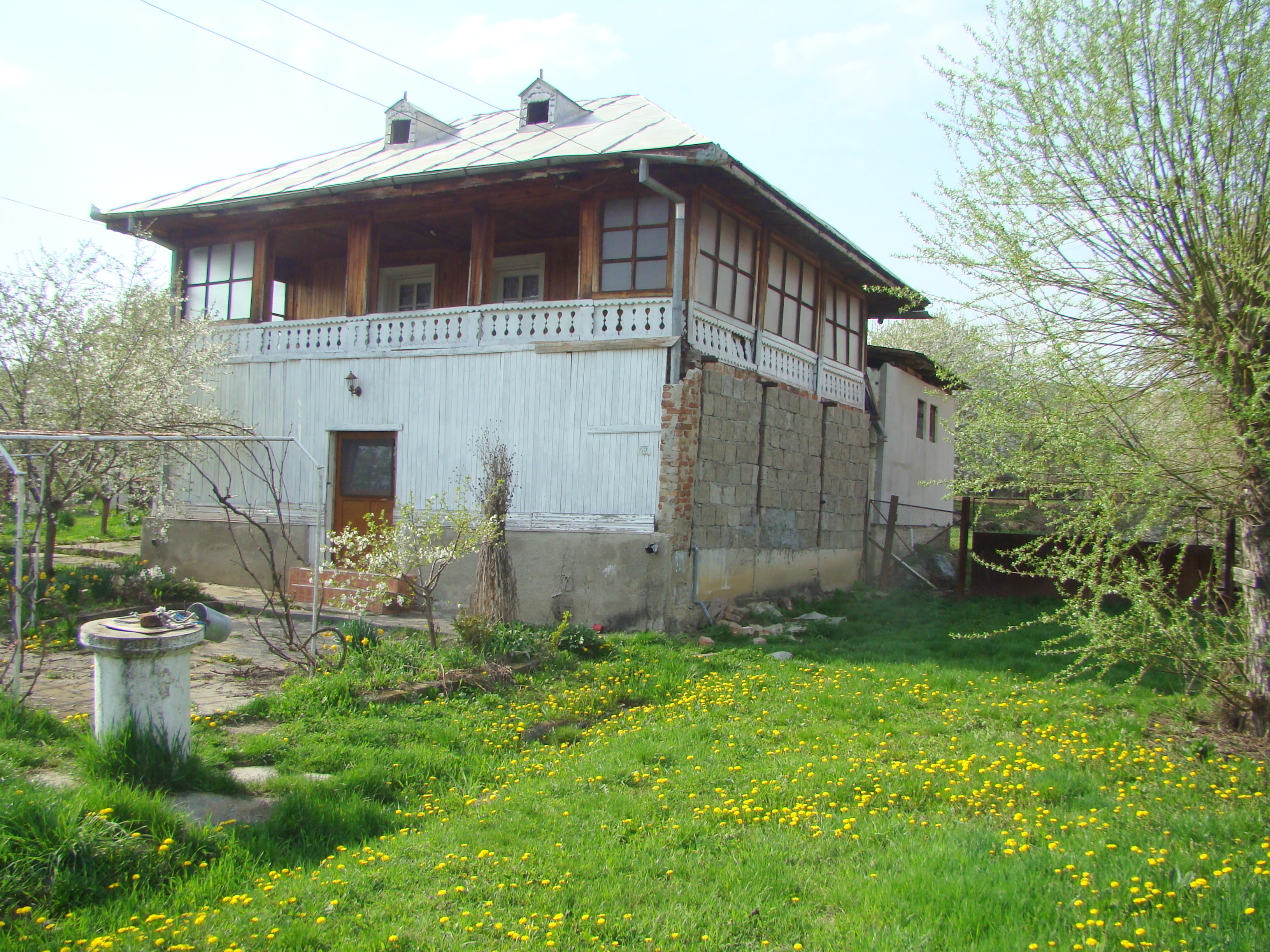
Casa Gică Popescu (monument istoric)
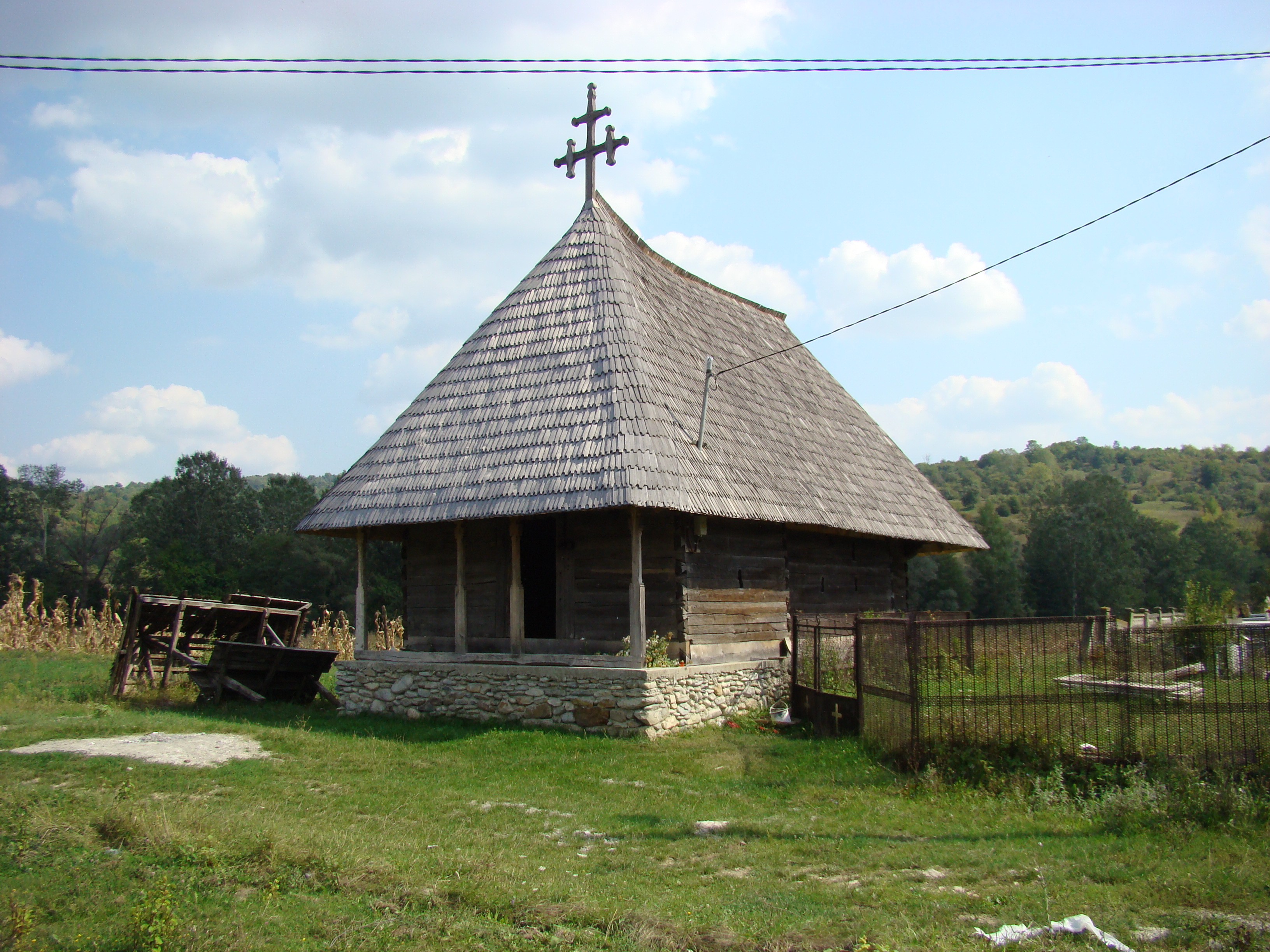
Biserica de lemn „Sfinții Voievozi” din Bălănești (monument istoric)
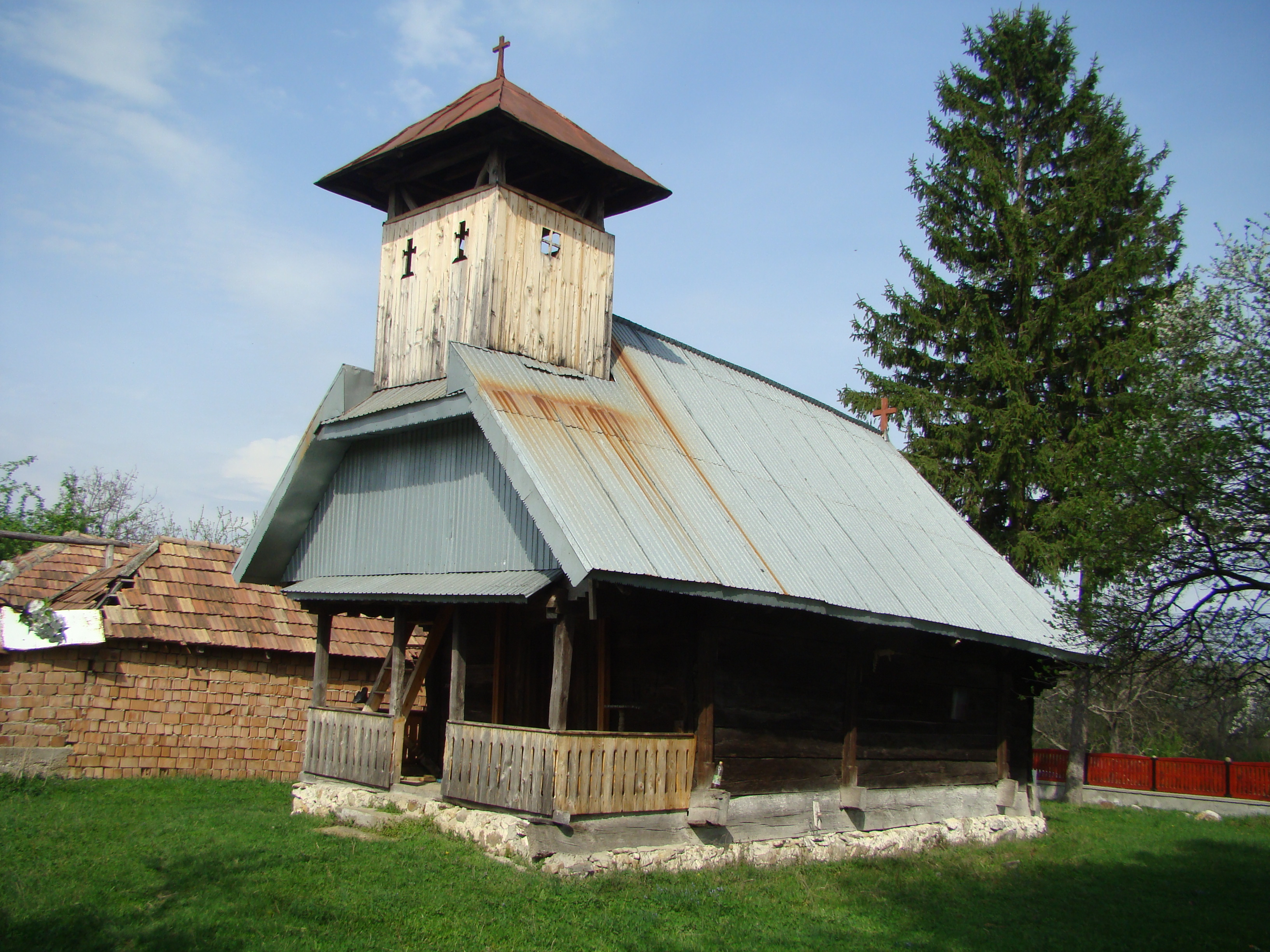
Biserica de lemn „Sfântul Gheorghe” din satul Voiteștii din Vale (monument istoric)

## Vezi și
- Casa Memorială „Ion Popescu-Voitești”
- Biserica de lemn Sf. Dumitru din Voiteștii din Deal
- Biserica de lemn din Bălănești-Toropi
- Biserica de lemn din Glodeni, Gorj
- Biserica de lemn din Ohaba
- Biserica de lemn Sfinții Voievozi din Voiteștii din Vale
- Biserica de lemn Sfântul Gheorghe din Voiteștii din Vale